# Cindy Campbell
Cindy Campbell es un personaje ficticio de la serie de películas Scary Movie. Su nombre proviene del personaje principal de las películas de Scream, Sidney Prescott, y el apellido de la actriz canadiense que la interpreta, Neve Campbell. Es interpretada por Anna Faris.[cita requerida]

## Historia

### Scary Movie
Cindy es una estudiante de secundaria, y tiene una relación con Bobby Prinze. Sus amigos son Brenda Meeks (Regina Hall), Shorty Meeks (Marlon Wayans), Buffy Gilmore (Shannon Elizabeth), Greg Phillipe (Lochlyn Munro) y Ray Wilkins (Shawn Wayans). Cindy dice que el asesinato de Drew pasó exactamente un año después del atropello accidental a un hombre durante un paseo, y depositaran su cuerpo al lago desde el muelle. Luego, insiste en llamar a la policía y Greg se niega, la agarra del cuello y empieza a darle golpes en el estómago, aclarando a los demás que no irá a la cárcel. Una noche, Cindy es atacada por el asesino, pero ella llama a la policía y el asesino escapa. Bobby pronto llega con los mismos guantes y un cuchillo como el asesino, y es arrestado. Más tarde, en la película, el grupo es asesinado uno por uno: primero Greg, a continuación, Buffy, luego Ray y luego Brenda. Cindy hace una fiesta en su casa, el asesino aparece y empieza a matar gente. Bobby es liberado de la cárcel, se presenta en la fiesta, y él y Cindy tienen relaciones sexuales. Después, el asesino apuñala a Bobby y desaparece. Mientras Cindy atiende las heridas de Bobby, Bobby le dispara a Shorty y revela que él nunca fue apuñalado en realidad. Entonces llega Ray vivo y bien, con una venda en la cabeza y dice que él y Bobby están copiando al asesino en serie. Cuando Cindy les pregunta el motivo, Bobby dice sarcásticamente que fue conducido a ella por falta de sexo, y que él y Ray son amantes homosexuales que iniciarán una nueva vida una vez que maten a Cindy. Para ocultar su culpa, ellos deciden apuñalarse entre ellos para que las autoridades crean que son víctimas del verdadero asesino. Sin embargo, justo después de que Ray apuñala fatalmente a Bobby, el verdadero asesino aparece y apuñala a Ray, quien se desploma en la parte superior de Bobby en una posición sexual. El asesino ataca a Cindy, pero ella se las arregla para vencerlo. La policía llega y el asesino escapa, luego llevan a Cindy a la comisaría, donde se enteran de que el hermano de Buffy, Doofy, en realidad fingía su retraso mental y era el verdadero asesino. Cindy encuentra su disfraz tirado en la calle y es atropellada.[cita requerida]

### Scary Movie 2
Cindy Campbell, Brenda Meeks, Wilkins Ray y Shorty Meeks están en la universidad, tratando de vivir una nueva vida, después de los acontecimientos en la película anterior. Un profesor de la universidad, el profesor Oldman y su asistente Dwight, quien es parapléjico, quieren estudiar la actividad paranormal en la Casa Infernal (la misma casa donde vivía Regan Voorhees) con los adolescentes, que no tienen ni idea. Los avances de Buddy son rechazados por Cindy, y Theo se convierte en parte del grupo de estudio. Cuando Cindy llega a la Casa Infernal (Hell house), conoce a un vulgar loro del Amazonas (la voz de Matt Friedman), y al cuidador, Hanson, quien tiene una mano con una malformación. Esa noche, Cindy oye voces remitidas en una habitación secreta, en donde ella y Buddy descubren su parecido con la esposa asesina de los muertos de la casa, Hugh Kane. Un gato ataca Cindy, un payaso de juguete ataca a Ray (aunque Ray termina por violar al payaso), un monstruo de marihuana ataca con humo a Shorty, y el fantasma de los ataques, Hugh Kane tiene relaciones sexuales con Álex en su habitación (y rápidamente sale en la mañana, cuando Álex expresa su entusiasmo para convertirse en la nueva señora Kane). El profesor Oldman es seducido y asesinado por un fantasma femenino con el rostro desfigurado, y el fantasma de Hugh Kane cierra todas las salidas de la casa. Shorty se encuentra con la fantasma, pero en vez de ser asesinado, tiene relaciones sexuales con ella, con una bolsa de papel sobre la cabeza de esta. Álex Kane talla hasta que el fantasma se ve obligado a matarla. Después, Dwight equipa a los adolescentes con las armas que pueden dañar a su enemigo espectral. Buddy y Cindy son encerrados en el cuarto frío. Pensando que Buddy va a morir por su anterior encuentro con el fantasma, Cindy lo masturba. Después de escapar de la habitación, mientras huye de Buddy, Cindy es perseguida por el esqueleto de Hugh Kane hasta que Brenda le rompe la cabeza. Hanson es poseído por Hugh Kane, y Cindy, Brenda y Theo luchan contra él en una parodia de los Ángeles de Charlie, pero terminan derrotados. Finalmente, todos los adolescentes acuerdan usar a Cindy como cebo para atraer al fantasma Kane a un dispositivo que finalmente lo destruye. Dos meses después, Cindy y Buddy se encuentran en una relación y salen a dar un paseo. Su compañero desaparece sin previo aviso, y Cindy descubre a Hanson en el puesto de perritos calientes. Cindy retrocede por el miedo, Hanson la persigue, y este es atropellado por un coche conducido por Shorty, distraído porque él está recibiendo sexo oral de la mujer fantasma.[cita requerida]

### Entre Scary Movie 2 y Scary Movie 3
En algún momento, Cindy se casa con un afroamericano, pero luego se divorciaron. Su hermana muere al dar luz a Cody Campbell y ella tiene que cuidar a su sobrino mientras que lo trata de salvar sobre un video que mata a la gente que lo ve siete días después. El video está inspirado en el que aparece en la película de terror El aro.[cita requerida]

### Scary Movie 3
Cindy es una periodista y se encarga del cuidado de su sobrino Cody. Pronto descubre que llegarán a la tierra alienígenas invasores que han dejado un mensaje en la cosecha de la granja de los hermanos Tom Logan (Charlie Sheen) y George Logan (Simon Rex). Y además de eso tiene que descubrir el misterio que encierra una misteriosa cinta de video que hace que todo aquel que la vea muera en el plazo de una semana. La escena en la que Rachel habla con Samara (El Aro), se puede observar en la película, con Cindy cuando habla a Tabitha para que le devuelvan a su sobrino.[cita requerida]

### Entre Scary Movie 3 y Scary Movie 4
En algún momento Cindy se convierte en una boxeadora profesional, participa del boxeo femenino y tiene una lucha contra otra boxeadora profesional llamada Tiffany Stone, Cindy luchó contra Tiffany pero fue vencida. Cuando se cae, iba a caer sobre una silla que haría que se rompa su cuello, sin embargo George salta y salva a Cindy, pero se quiebra el cuello lo cual lo mata.  Algunas personas del boxeo se quiebran el cuello y una aplasta a Toshio (Garrett Masuda). Más tarde, Cindy envía a Cody a una escuela militar.[cita requerida]

### Scary Movie 4
Cindy se convierte en enfermera y se muda al lado de la casa de Tom para tener a su cuidado una mujer mayor. Ella más tarde averigua que la casa es frecuentada por un niño fantasma que parece tener las respuestas para terminar con la invasión alienígena y continúa una búsqueda para averiguar quién le mató, por qué y cómo detener el fin del Mundo, en su Camino se encuentra con Brenda que la ayuda a encontrar respuestas a sus preguntas.[cita requerida]

## Creación del personaje

### Parodia e inspiración
En Scary Movie, Cindy es una parodia de Sidney Prescott de Scream y Julie James de I Know What You Did Last Summer. Su primer nombre es una modificación de Sidney, mientras que su apellido fue tomado de Neve Campbell, quien interpretó a Sidney en la franquicia Scream.[cita requerida]

### Representación
En una entrevista con People, se reveló que Anna Faris venció a cientos de actrices que audicionaron para el papel de Cindy. Keenen Ivory Wayans, director de las dos primeras películas, dijo sobre Faris que "había una gran frescura en ella, porque ella no tenía nada que perder. No pensó que en un millón de años iba a obtener el papel".[cita requerida]
Faris reveló que Scary Movie fue su primera audición en Hollywood y que disfrutó mucho trabajar en la franquicia, ya que le permitió ser divertida, ya que a menudo no se permite que los personajes femeninos sean divertidos en las películas, Además afirmó que " una de las cosas que le gustan de la franquicia es que ellos pueden suplantar lo que quieran, tomar lo que es popular en este momento y deslizarlo en una estructura de trama muy complicada."[cita requerida]

## Recepción
Bruce G. Hallenbeck, en su libro Comedy-Horror Films: A Chronological History, 1914–2008, describió a Faris como "el verdadero descubrimiento de Scary Movie, el único artista que intenta valientemente mantener todo junto."[cita requerida]